# Promeca brachyptera
Promeca brachyptera är en insektsart som beskrevs av Max Beier 1954. Promeca brachyptera ingår i släktet Promeca och familjen vårtbitare. Inga underarter finns listade i Catalogue of Life.